# Бухальтер, Луис
Луис «Лепке» Бухальтер (англ. Louis «Lepke» Buchalter; 6 февраля 1897 — 4 марта 1944) — известный еврейско-американский гангстер 1930-х годов. Лепке является единственным в США главарём мафии, приговорённым к смертной казни.

## Ранние годы
Прозвище «Лепке» Бухальтер получил в раннем возрасте. Слово «Лепке» является сокращением от ласкового имени, которым называла его в детстве мать (идиш לײבקעלע‎ [Лэ́йбкэлэ], уменьшительная форма от לײב [Лэйб] — можно перевести как «Лёвушка».
После того, как умер его отец, здоровье матери Луиса начало ухудшаться. По совету врачей она переехала в Аризону для поправки здоровья. Луис был оставлен под ответственность своей старшей сестры. День, когда их мать села на автобус, идущий из города, был днём, когда сестра Луиса видела его в последний раз.
С ранних лет он начал преступную деятельность в Нью-Йорке. Однажды при аресте за проникновение со взломом, его обнаружили обутым в украденную пару обуви, причём оба ботинка были с одной ноги и не подходили по размеру. Лепке был отправлен в католический приют, где был охарактеризован как «неисправимый». К 1919 году, в возрасте 22 лет, он отбыл уже два срока в тюрьме Синг-Синг.
После освобождения Луис начал работать со своим другом детства, Джейкобом «Гуррой» Шапиро. Насилием и запугиванием они стали постепенно получать контроль над профсоюзами швейников в Нижнем Ист-Сайде. Позже он использовал профсоюзы для того, чтобы с помощью угрозы забастовок получать еженедельную дань с владельцев фабрик. Контроль профсоюзов со временем перерос в протекционный рэкет (вымогательство), проникнув в такие сферы деятельности, как хлебобулочные перевозки. Контроль над профсоюзами был важен и выгоден для него, поэтому он продолжал свои дела с ними даже после того, как стал важной фигурой в мире организованной преступности.

## Восхождение
В начале 1930-х, Чарли «Счастливчик» Лучано, Лепке и Джон Торрио (бывший чикагский босс и наставник Аль Капоне) организовали независимый союз. Для решения возникающих проблем сообщники Лучано, Бенджамин «Багси» Сигел и Меер Лански создали «Корпорацию убийств». Первоначально «Корпорация» состояла из убийц родом из Бруклина и в конечном итоге, показав свою эффективность, стала использоваться для выполнения большинства заказных убийств. Вскоре, когда Багси Сигел и Меер Лански стали заниматься бизнесом на общенациональном уровне, контроль перешёл к Лепке и Альберту «Безумному Шляпнику» Анастазии.

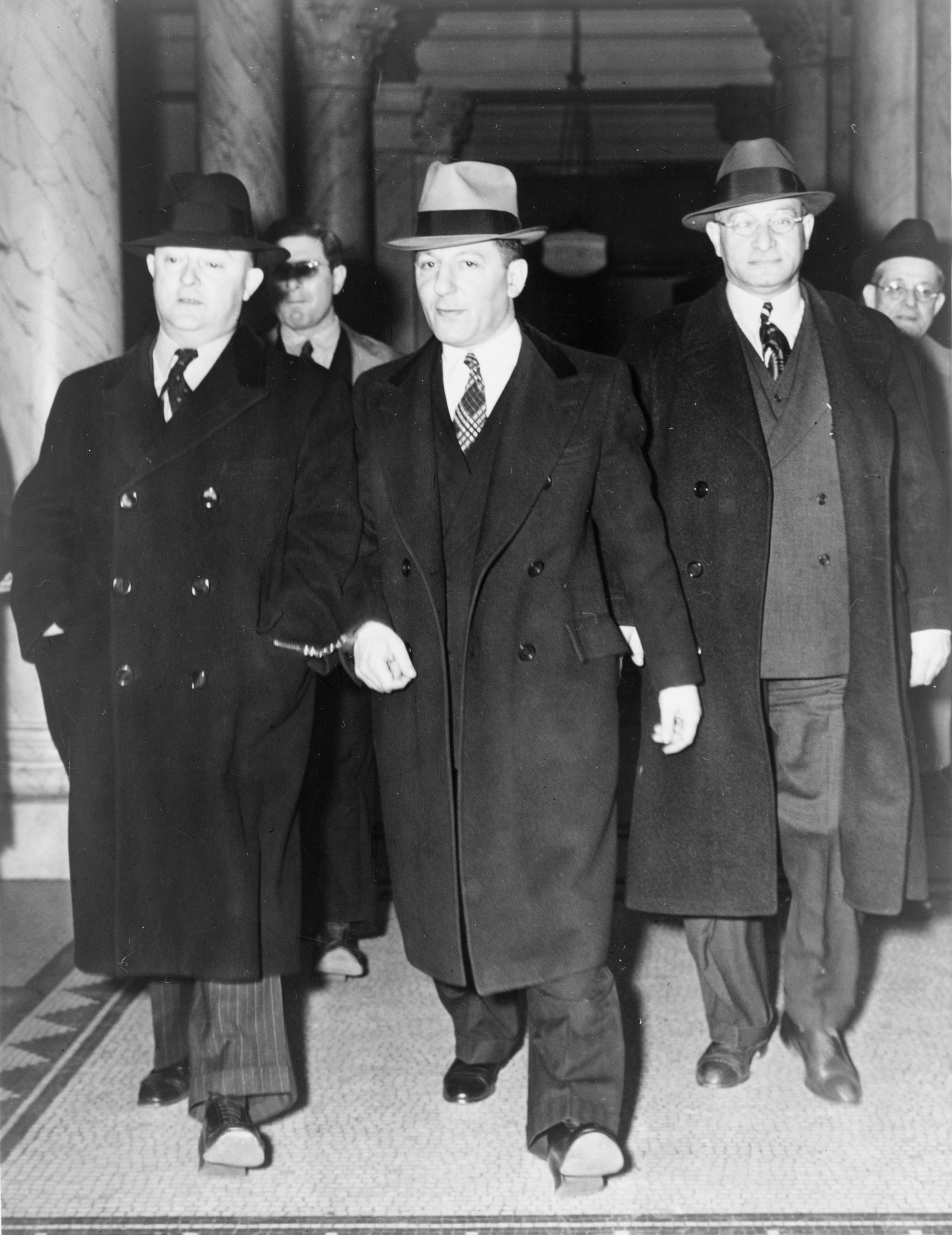
Л. Бухальтер и Э. Гувер, начало 1940-х гг.

«Корпорация убийств» была ответственна за заказные убийства по всей стране, в том числе и за убийство Голландца Шульца.
Луис Бухальтер добровольно сдался ФБР в августе 1939 года после долгой охоты за ним. Он был приговорён к смертной казни и 4 марта 1944 года казнен на электрическом стуле в Синг-Синге. Последнее слово ему не предоставлялось. За несколько минут до его казни были казнены его сообщники «Мэнди» Вэйсс и Луис Капоне (не родственник Аль Капоне).
Похоронен на кладбище на горе Хеврон во Флашинге, Квинс.

## В культуре
- В первом сезоне сериала Сопрано (8 серия, «Легенда о Теннесси Молтисанти») доктор Дженифер Мелфи вместе с сыном и бывшим мужем посещает семейного психолога, на сеансе которого идет обсуждение вопроса о продолжении терапии с Энтони Сопрано, главным героем. Семейный психолог в процессе разговора упоминает своего родственника, служившего водителем «Лепке» в «Корпорации убийств».